# King's Chapel
La King's Chapel è una congregazione cristiana unitariana indipendente americana affiliata alla Unitarian Universalist Association, che si definisce "unitaria nella teologia, anglicana nel culto e congregazionalista nella governance".  Si trova in quella che per un periodo dopo la Rivoluzione americana fu chiamata la "Stone Chapel", una struttura del XVIII secolo situata all'angolo tra Tremont Street e School Street a Boston, nel Massachusetts ed è una tappa del Freedom Trail.. L'edificio della cappella, completato nel 1754, è uno dei progetti più raffinati del famoso architetto coloniale Peter Harrison ed è stato designato National Historic Landmark nel 1960 per il suo valore architettonico. Dal 1785 la congregazione celebra i propri riti seguendo una versione unitariana del Libro della Preghiera Comune, attualmente alla sua nona edizione.
Nonostante il nome, l'adiacente King's Chapel Burying Ground non è affiliato alla cappella né ad alcuna altra chiesa; è infatti antecedente alla chiesa attuale di oltre un secolo.